# Riolo Terme

Riolo Terme (Riô o Riol en dialecte romagnol)  est une commune italienne de la province de Ravenne dans la région Émilie-Romagne. Jusqu'en 1957, elle s'appelait Riolo dei Bagni (Riolo-les-Bains), en référence aux thermes qui en constituent la principale attraction touristique. 

## Géographie
Riolo Terme est située à 98 mètres d’altitude sur les premiers contreforts des Apennins sur la rive du torrent Senio et sur la route nationale SS306 qui mène de Castel Bolognese (9 km) à Casola Valsenio (12 km), ainsi qu’à la limite de la Toscane (22 km).

## Origine du nom
Le nom de Riolo dérive d’un modeste rio, modeste ruisseau à caractère pluvial qui coule aux flancs de la Rocca et les caractéristiques de ce rio dus aux aléas climatiques font que pendant environ deux siècles le pays fut appelé Riolo Secco. Ce n’est qu’en 1914, pour revaloriser la qualité des eaux minérales que le nom devint Riolo bagni, puis pour garantir la renommée de l’établissement thermal, en 1957, le nom prit définitivement le nom de Riolo Terme.

## Histoire
les premiers habitants qui s’établirent dans la fertile vallée du Senio remontent au néolithique, voire à l’âge du bronze et du fer, d’après les découvertes archéologiques réalisées dans la chaîne des Apennins et qui témoignent de la présence des Ombriens, des Étrusques, des Celtes, des Romains, des Goths puis des Lombards. La colonisation romaine a laissé des traces de villa  et d’urbanisation (centuriation romaine).
Durant le Moyen Âge, le centre principal de la moyenne vallée du Senio fut la rocca (château) de Laderchio dont dépendaient les tours voisines de : Ossano, Voltrignano, Arbustedo, Chiesanuova, Limisano et Riolo. Cette rocca, qui fut le fief de Catherine Sforza de 1494 à 1499, perdit de son importance en faveur du bourg de Riolo qui, grâce à l’influence des familles Manfredi, Sforza et Borgia, prit de l’importance et devint le principal centre de la vallée.

## Monuments et lieux d’intérêt
Sur le territoire de cette commune se trouvent quelques  cavités souterraines naturelles remarquables creusées dans le gypse de la Vena de Gessa :
- Abisso de Ca' Siepe
- La Rocca au centre-ville.
- Les thermes sont la richesse du pays grâce à ses sources minérales renommées pour les affections de l’appareil digestif et pulmonaire.
- Le musée des paysages des Apennins.
- Le Théâtre communal.

## Administration
| Période                                  | Période  | Identité          | Étiquette     | Qualité |
| ---------------------------------------- | -------- | ----------------- | ------------- | ------- |
| 07/05/2012                               | En cours | Alfonso Nicolardi | Centre gauche |         |
| Les données manquantes sont à compléter. |          |                   |               |         |

### Hameaux
Borgo Rivola, Cuffiano, Isola, Mazzolano, Torranello.

### Communes limitrophes
Borgo Tossignano, Brisighella, Casola Valsenio, Castel Bolognese, Faenza, Imola.

## Population

### Évolution de la population en janvier de chaque année
| 1861  | 1901  | 1921  | 1951  | 1961  | 1971  | 1981  | 1991  | 2001  |
| ----- | ----- | ----- | ----- | ----- | ----- | ----- | ----- | ----- |
| 7 852 | 3 230 | 5 109 | 5 271 | 4 994 | 4 794 | 4 778 | 5 013 | 5 336 |

| 2011  | - | - | - | - | - | - | - | - |
| ----- | - | - | - | - | - | - | - | - |
| 5 813 | - | - | - | - | - | - | - | - |

### Ethnies et minorités étrangères
Selon les données de l’institut national de statistique (ISTAT) au 1er janvier 2010, la population étrangère résidente était de 591 personnes.
Les nationalités majoritairement représentatives étaient :
| Pos. | Pays     | Population |
| ---- | -------- | ---------- |
| 1    | Albanie  | 142        |
| 2    | Roumanie | 140        |
| 3    | Maroc    | 104        |

### Fêtes et évènements
Riolo Terme
- « Agriolo », foire agricole en avril ;
- « La Baviera à Riolo Terme », en mai, fête de la bière avec l’association du jumelage ;
- « Fête de mai», fête religieuse née en 1667 ;
- « Mare e Collina », en juin, manifestation gastronomique des spécialités des Apennins et de la mer ;
- « Riolo Wine », juin ;
- « Sagra dello scalogno di Romagna » en juillet, sacre de l’échalote de Romagne ;
- « Frogstock », festival musical en août ;
- « Sacre provincial du raisin » en septembre ;
- « Journée de la sauge » ; « Scène celtique » en octobre ;
- « Littérature, Vin et Musique » en novembre.

Borgo Rivola
- « Fête du réveil », premier dimanche après l’équinoxe du printemps ;
- « Sacre du sanglier » en juin ;
- « Sacre du melon » en juillet, rassemblement cycliste ;
- « Sacre de la citrouille et du raisin », fin première semaine d’octobre.

### Personnalités liées à Riolo Terme
- Aurelio Sabattani, cardinal (1912-2003).

## Jumelages
- Oberasbach (Allemagne) ;
- Limoges (France).